# Слатина Покупска
Слатина Покупска је насељено мјесто на подручју града Глине, Сисачко-мославачка жупанија, Република Хрватска.

## Историја
Слатина Покупска се од распада Југославије до августа 1995. године налазила у Републици Српској Крајини.

## Становништво
На попису становништва 2011. године, Слатина Покупска је имала 88 становника.
| Националност       | 1991.        |
| Хрвати             | 244 (96,06%) |
| Срби               | 3 (1,18%)    |
| Југословени        | 3 (1,18%)    |
| остали и непознато | 4 (1,57%)    |
| Укупно             | 254          |

| Демографија | Демографија | Демографија |
| Година      | Становника  | Становника  |
| ----------- | ----------- | ----------- |
| 1961.       | 323         |             |
| 1971.       | 295         |             |
| 1981.       | 268         |             |
| 1991.       | 254         |             |
| 2001.       | 130         |             |
| 2011.       | 88          |             |

## Попис 1991.
На попису становништва 1991. године, насељено место Слатина Покупска је имало 254 становника, следећег националног састава:
| Попис 1991.‍ | Попис 1991.‍ | Попис 1991.‍ | Попис 1991.‍ | Попис 1991.‍ |
| ----------- | ----------- | ----------- | ----------- | ----------- |
|             |             |             |             |             |
| Хрвати      | Хрвати      |             | 244         | 96,06%      |
| Југословени | Југословени |             | 3           | 1,18%       |
| Срби        | Срби        |             | 3           | 1,18%       |
| непознато   | непознато   |             | 4           | 1,57%       |
| укупно: 254 |             |             |             |             |